# Boričevac
Boričevac falu Horvátországban, Lika-Zengg megyében. Közigazgatásilag Donji Lapachoz tartozik.

## Fekvése
Korenicától légvonalban 35 km-re, közúton 45 km-re délkeletre, községközpontjától légvonalban 6 km-re, közúton 9 km-re délkeletre, Lika keleti részén, a Lapaci-mezőn, a bosnyák határ közelében fekszik.

## Története
Az Una völgye már évezredekkel ezelőtt is a legfontosabb összeköttetés volt a Szávamente és az Adria között. A rómaiak voltak az elsők, akik utat építettek itt, amely amellett hogy hadiút volt a középkorban is nagy kereskedelmi forgalmat bonyolított le. Ez az út egykor a híres Borostyánkő út egy részét is képezte összekötve a Lapaci mezőt egyfelől Knin és Zengg, másfelől Sziszek városaival. Nagyon valószínű, hogy a horvát betelepülés is ezen az útvonalon érkezett. Ezen a tájon a lapaci nemesség családjai telepedtek le, amelyek közül az egyik legjelentősebb a Boričević család volt, akik sokszor szerepelnek a korabeli birtoklevelekben, adóösszeírásokban és kitűntek a 13. században a tatárok elleni harcokban. A tatárjárás utáni újjáépítés során IV. Béla király 1251-ben elrendelte a közeli Ostrovica várának, mint a lapaci nemesség legősibb nemzetségi várának megerősítését. (A vár ma is áll a boszniai Kulen Vakuf felett, Boričevatól 5 km-re.) Ugyanekkor elrendelte, hogy a tehetősebb nemesi családok építsék fel saját váraikat. Ennek megfelelően a Boričević család is felépítette saját várát Boričevacot, amely a 691 méter magas Sekani Vršak északi lejtőjén állt. Ez a hely volt a legalkalmasabb arra, hogy ellenőrzés alatt tartsa a Lapaci mezőre vezető átjárót, amely délkeletről a dombos Visočica, északról és északnyugatról a Lisac tető között tölcsér alakban az ún. Pištalska Dragán halad át összekötve Ostrovicát Boričevaccal. A vár több mint kétszáz évig volt a család birtokainak központja.
1521-ben Ostrovica várának eleste után Boričevac is török kézre került és török náhije székhelye lett. A helyi nemesség már az 1493-as vesztes korbávmezei csata után biztonságosabb vidékekre menekült. Az 1577-es török összeírás szerint Boričevacon 70 lovast és 1100 gyalogost, Ostrovicán 60 lovast és 1150 gyalogost számláltak, akik békeidőben élték a hétköznapi életüket.1576 és 1586 között Lika többi részéhez hasonlóan nem csak muzulmán lakosságot, hanem nagy számú pravoszláv vlachot telepítettek be a Balkán már korábban megszállt területeiről. Miközben Lika legnagyobb része már 1689-ben felszabadult, Boričevac a Felső-Unamentével együtt egészen 1791-ig török uralom alatt maradt. A hároméves osztrák-török háború után 1791. augusztus 4-én megkötötték a szvistovi békét, amellyel a határ az Una folyóhoz került. A muzulmán lakosság Boszniába távozott és helyükre a Bruvno és a Zrmanja közötti területről a környező falvakba újabb pravoszláv vallású lakosság érkezett, Boričevacra, Lapacra és Oraovacra viszont főként Lovinac térségéből érkezett katolikus bunyevácok jöttek. Így Boričevac a Likai Unamente legnagyobb horvát települése lett. 1807-ben felépült a Kisboldogasszony tiszteletére szentelt katolikus templom, plébániáját 1801-ben alapították. 1809-ben a török felégette templomával együtt az egész települést, de a helyiek gyorsan mindent újjáépítettek. A település iskoláját 1875-ben alapították.
1857-ben 708, 1910-ben 788 lakosa volt. A trianoni békeszerződést követően előbb a Szerb-Horvát-Szlovén Királyság, majd Jugoszlávia része lett. 1931-ben a járás horvát lakosságának 72 százaléka még Boričevacon élt. A háború előtt mindössze két szerb család élt itt, Marko és Miloš Vukovićé, míg a környéken több faluban is együtt éltek szerbek és horvátok. A boričevaci iskolába is együtt jártak horvát és szerb gyerekek. 1941. augusztus 2-án a szerb partizánok a földig rombolták, miután horvát lakossága az előző éjszaka Kulen Vakufra menekült. Szeptember 6-án Kulen Vakufot is megtámadták, ahol több száz boričevaci horvátot és muzulmánt űztek el és gyilkoltak meg. A túlélők már nem tértek vissza, többségben Belovár környékén telepedtek le. 1991-ben lakosságának 98 százaléka szerb nemzetiségű volt, akik a független Horvátország kikiáltása után Krajinai Szerb Köztársasághoz csatlakoztak. A horvát hadsereg 1995-ben a „Vihar” hadművelet során foglalta vissza, szerb lakossága elmenekült. 1996. szeptember 8-án a falu régi búcsúnapján Kisboldogasszony ünnepén 55 év után először gyűltek össze az elűzött horvátok közül ötszázan. A lerombolt templomnál tartott mise után megalapították a helyi lokálpatrióta egyesületet, amely a templom újjáépítését határozta el. Az újjáépítés 2007-ben kezdődött.2010-ben több évi keresés után megtalálták a régi földkönyvet, így lehetővé vált a tulajdonjogok visszaállítása és az újjáépítés. A falunak 2011-ben mindössze 17 lakosa volt.

## Lakosság
| Lakosság változása | Lakosság változása | Lakosság változása | Lakosság változása | Lakosság változása | Lakosság változása | Lakosság változása | Lakosság változása | Lakosság változása | Lakosság változása | Lakosság változása | Lakosság változása | Lakosság változása | Lakosság változása | Lakosság változása | Lakosság változása |
| ------------------ | ------------------ | ------------------ | ------------------ | ------------------ | ------------------ | ------------------ | ------------------ | ------------------ | ------------------ | ------------------ | ------------------ | ------------------ | ------------------ | ------------------ | ------------------ |
| 1857               | 1869               | 1880               | 1890               | 1900               | 1910               | 1921               | 1931               | 1948               | 1953               | 1961               | 1971               | 1981               | 1991               | 2001               | 2011               |
| 708                | 879                | 702                | 787                | 800                | 788                | 763                | 788                | 11                 | 42                 | 41                 | 41                 | 83                 | 33                 | 24                 | 17                 |

## Nevezetességei
A Kisboldogasszony tiszteletére szentelt római katolikus plébániatemploma 1807-ben épült a falun kívül, a korábbi, fából épített templom helyén. 1809-ben felgyújtotta a török, az új templom építése 1844-ben fejeződött be. 1941. augusztus 2-án a szerbek ezt is lerombolták. Az újjáépítés 2007-ben kezdődött és lényegében ma is tart. Egyhajós, téglalap alaprajzú, 25 x 10,5 m méretű épület, a hajónál szűkebb félköríves szentéllyel, a szentélytől északkeletre levő sekrestyével és a főhomlokzat feletti harangtoronnyal.